# Bundesratswahl 1920
Der im Dezember 1919 wiedergewählte Bundesrat Felix Calonder (FDP) erklärte im Januar 1920 seinen Rücktritt aus gesundheitlichen Gründen. Die Fraktion der FDP hielt ihre Nominationsversammlung am 5. Februar ab. Dabei wurde Nationalrat Heinrich Häberlin (FDP) aus dem Kanton Thurgau als Einzelkandidat aufgestellt. Aufgrund des Rücktritts fand am 12. Februar 1920 eine Ersatzwahl statt.

## Detailergebnisse der Ersatzwahl von Felix Calonder

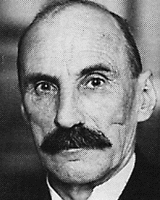
Heinrich Häberlin

|                         | 1. Wahlgang |
| ----------------------- | ----------- |
| ausgeteilte Wahlzettel  | 199         |
| eingegangene Wahlzettel | 197         |
| leer/ungültig           | 38/0        |
| gültig Total            | 159         |
| absolutes Mehr          | 80          |
| Heinrich Häberlin       | 124         |
| Johannes Baumann        | 13          |
| Emil Hofmann            | 5           |
| Albert Mächler          | 5           |
| Robert Forrer           | 2           |